# Das Gastspiel des Versicherungsagenten
Das Gastspiel des Versicherungsagenten ist eine erstmals 1952 veröffentlichte Erzählung von Wolfgang Hildesheimer.

## Inhalt
Frantisek Maria Hrdla ist ein gefeierter Pianist, der von Experten sogar mit Anton Rubinstein und Franz Liszt verglichen wird. Das Talent liegt in der Familie, da sein Vater ein gefragter Musikpädagoge, jedoch wenig beachteter Komponist, die Mutter hingegen eine Harfenistin und Tochter von Johann Nepomuk Hummel ist. Frantisek galt  von früh auf als „Wunderkind“, obwohl ihm seit dem Alter von zehn Jahren insgeheim nur die Versicherungswirtschaft interessiert. Letztlich fügte er sich aber in die vorgeplante Laufbahn.
Nach einer Auslandstournee spielt Hrdla wieder in seiner Heimatstadt, wo ihn in der Konzertpause der Erzähler, ein Bekannter des Musikers, aufsucht. Dessen lobende Worte lassen den Pianisten kalt, stattdessen erkundigt er sich, ob sein Freund versichert ist. Da dies nicht zutrifft, drängt er ihm in kürzester Zeit diverse Policen auf und bittet mit einem Grinsen und weitere Dokumente vorbereitend darum, auch die vor der Garderobentür wartenden Autogrammjäger hereinzulassen.
Als das Konzert fortgesetzt wird, lobt der Erzähler im Stillen Hrdlas „Doppelbegabung von nicht alltäglichen Ausmaßen“.

## Veröffentlichungen
Das Werk war Teil des Bandes Lieblose Legenden, der erstmals 1952 in der Deutschen Verlags-Anstalt erschien. Volk und Welt gab die Geschichte im Rahmen der Reihe Erkundungen auch in der DDR heraus.